# شورای نظامی برای آزادی سوریه
شورای نظامی برای آزادی سوریه، ائتلافی مسلح و مخالف دولت سوریه است که در مارس ۲۰۲۵، توسط افسران سابق و وفاداران رژیم ساقط شده اسد تشکیل شد. این سازمان پس از تشدید خشونت در مناطق ساحلی سوریه در پی تأسیس دولت انتقالی سوریه در دسامبر ۲۰۲۴، پدیدار شد.